# هيروغليفات المروحية

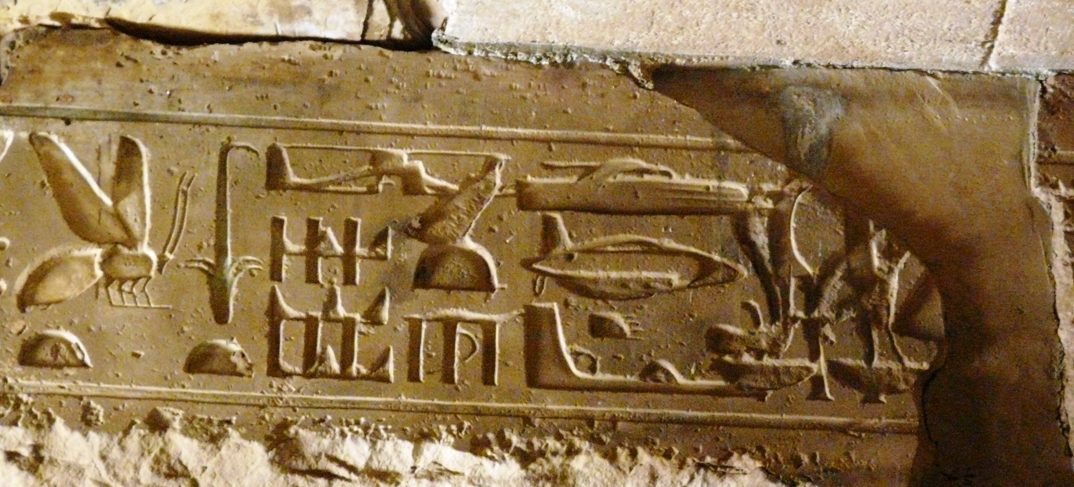
النقش داخل معبد سيتي الأول.

هيروغليفات المروحية هو اسم يطلق على جزء من نحت هيروغليفي منقوش داخل المعبد الجنائزي لسيتي الأول بمدينة أبيدوس. يفسر البعض ذلك النقش على أنه مروحية بالإضافة إلى أمثلة أخرى من التكنولوجيا الحديثة، بينما يفسره علماء المصريات بأنه نتيجة إعادة استخدام النقش عدة مرات.